# Епархия Черчилла — Гудзонова залива
Епа́рхия Че́рчилла — Гудзо́нова зали́ва (лат. Dioecesis Churchillpolitana-Sinus de Hudson) — епархия Римско-Католической церкви с центром в городе Черчилл, Канада. Епархия Черчилла — Гудзонова залива входит в архиепархию Кивотина — Ле-Па. Юрисдикция епархии распространяется на часть Гудзонова залива и провинции Манитоба.

## История
15 июля 1925 года Римский папа Пий XI издал бреве «Divini verbi», которым учредил Апостольскую префектуру Гудзонова залива, выделив её из Апостостольского викариата Кивотина (сегодня — Архиепархия Кивотина — Ле-Па). 21 декабря 1931 года Апостольская префектура Гудзонова залива была преобразована в Апостольский викариат.
13 июля 1945 года Апостольский викариат Гудзонова залива уступил часть своей территории новой Апостостольской префектуре Лабрадора.
13 июля 1967 года Апостольский викариат Гудзонова залива был преобразован в епархию Черчилла. 29 января 1968 года епархия Черчилла была переименована в епархию Черчилла — Гудзонова залива.

## Ординарии епархии
- епископ Луи-Эжен-Арсен Туркетиль (15.07.1925 — 18.12.1942);
- епископ Марк Лакруа (18.12.1942 — 25.10.1968);
- епархия Омер Альфред Робиду (7.03.1970 — 12.11.1986);
- епископ Ренальд Руло (15.05.1987 — 16.02.2013);
- епископ Веслав Кротки (16.02.2013 — по настоящее время).

## Источник
- Annuario Pontificio,  Libreria Editrice Vaticana, Città del Vaticano, 2003, ISBN 88-209-7422-3
- Бреве Divini verbi, AAS 18 (1926), стр. 88  (лат.)